# Solnice (Týn nad Vltavou)
Solnice je rozlehlá jednopatrová budova, která stojí na levém břehu řeky Vltavy na Malé Straně ve městě Týn nad Vltavou v okrese České Budějovice. Jedná se o poslední zdejší památku na dobu obchodu se solí, která se z Rakouska do Čech dopravovala po několik staletí po obchodních stezkách a pak po Vltavě na vorech. I když budova později sloužila k jiným účelům, je jednou z mála dochovaných staveb tohoto hospodářského typu v Česku, a proto se stala chráněnou kulturní památkou. Stavba je zároveň součástí městské památkové zóny Týn nad Vltavou, vyhlášené 19. listopadu 1990.

## Historie
Historie dopravy a obchodu se solí se datuje od pravěku, kdy přes pohraniční hvozdy putovaly karavany se zbožím. Sůl pocházela z oblasti Alp, k nám přicházela hlavně po Zlaté stezce, jejíž jedna větev šla do Prachatic a odtud dále do vnitrozemí. V roce 1540 rakouský císař Ferdinand I. Habsburský začal prosazovat  na českých trzích sůl ze solnohradského Gmundenu. Sůl se dopravovala z Gmundenu do Českých Budějovic po pozemních cestách a odtud dále po Vltavě. První loď se solí vyplula po Vltavě do Prahy se 125 soudky soli dne 28. září 1550.  Ke konci 16. století byl tok Vltavy upraven a objem obchodu se solí po řece ještě vzrostl. V Týně se sůl nejprve skladovala v soukromých domech, nějakou dobu i v tehdy již nevyužívaném kostele svaté Kateřiny, který dnes již neexistuje, a bylo proto potřeba postavit novou solnici. V roce 1592 úředník českobudějovického solního skladu Jiří Ehrenpreis  koupil na pravém břehu Vltavy ve čtvrti Podskalí dům č. 155 a na jeho místě nechal postavit solní sklad. Objekt vystavěl v roce 1593 mistr Vincenc Vogarelli, stavitel českobudějovické Černé věže.

Stará solnice byla rozlehlá budova se třemi půdami, kde bylo možno uskladnit 10 až 12 tisíc beček se solí. Tato solnice stávala v čele podskalské Solní ulice, později přejmenované na ulici Legií. Na místě této starší solnice, zbořené v první polovině 20. století, je dnes dvojdům čp. 417 a 418, název „Solní“ později převzala ulice na protějším levém břehu Vltavy, která vede podél novější barokní solnice. 

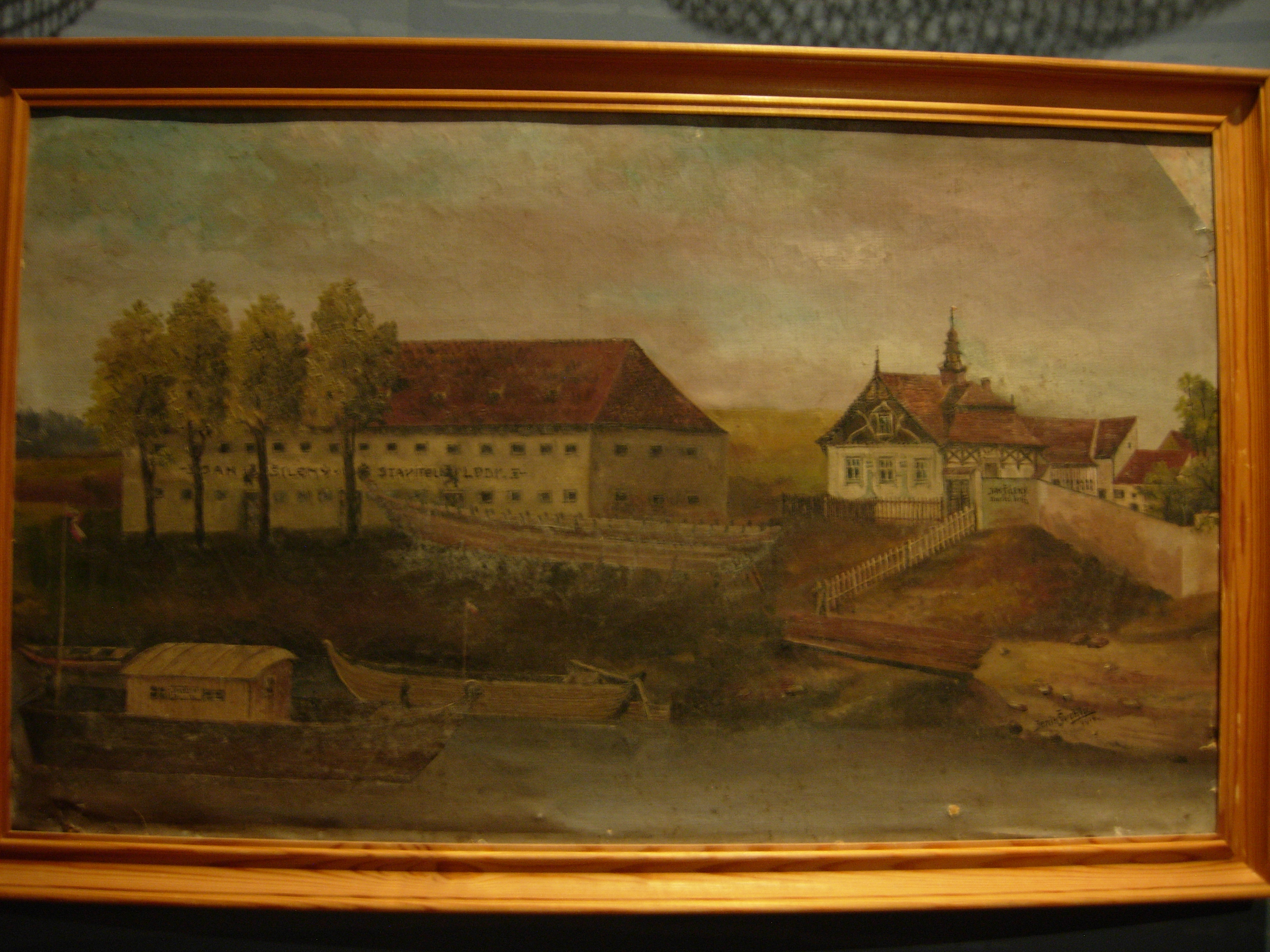
Dobové vyobrazení loděnice Jana Šíleného (z expozice vorařství v Městském muzeu v Týně nad Vltavou)

Během třicetileté války byla renesanční solnice v Podskalí značně poškozena, až v roce 1674 ji zrekonstruoval italský architekt Antonio de Alfieri. Ani tato budova však nestačila množství dopravované a skladované soli. Proto byla v roce 1708 postavena druhá solnice na levém břehu Vltavy v části zvané Malá Strana. Její stavbu realizoval opět Antonio de Alfieri, i když není zcela jasné, jestli to byl stejný stavitel nebo jeho syn. Nová barokní solnice sloužila svému účelu až do roku 1830, kdy se stát vzdal výsadního práva na obchod se solí.
Původně měla z obou objektů vzniknout kasárna, ale v roce 1831 je koupil budějovický podnikatel Vojtěch Lanna a zřídil zde loděnice. Jeho syn Vojtěch Lanna ml. pak koncem 19. století věnoval budovu v Podskalí chudinské nadaci. Po první světové válce byl zpustlý objekt zbourán a na jeho místě vystavěn obecní bytový dům.
Budova solnice na Malé Straně se po skončení stavby lodí Stavebním podnikatelstvím Lanna dostala do vlastnictví města, od kterého si ji nejprve pronajal a v roce 1892 koupil Jan Šílený a založil zde rodinný podnik s názvem Loděnice Jan Šílený, stavitel lodí. Po první světové válce se název změnil na První česká loděnice Jan Šílený a synové. Vyráběly se zde nákladní lodě, převozní prámy a pramice, rybářské lodě i různá zábavní a sportovní plavidla.

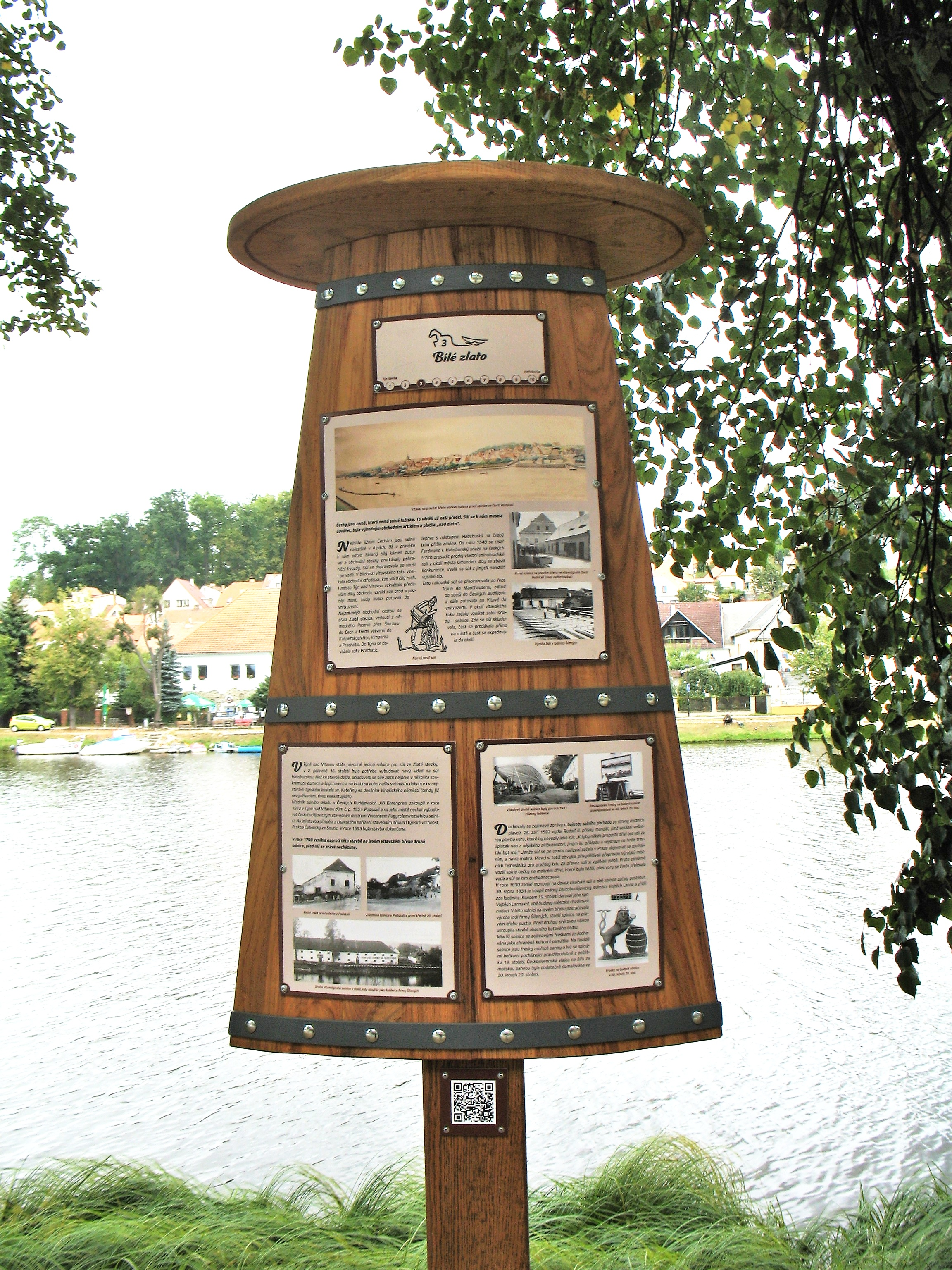
Jedno ze zastavení naučné stezky v Solní ulici

V 50. letech minulého století zde byl sklad obilí, v roce 1992 byl objekt v restituci vrácen původním majitelům, kteří opravili střechu budovy, využívanou jako sklad.
V době největšího rozkvětu obchodu se solí, byly solnice i na dalších vhodných místech u Vltavy, uvažovalo se i o stavbě solnice na soutoku Vltavy a Lužnice, protože lužnické vory byly zvlášť vhodné pro přepravu soli, ale stavba se neuskutečnila. Některé objekty časem zanikly, některé musely ustoupit při stavbě vltavské kaskády, např. barokní budova solnice v Kovárně pod Hřiměždicemi, solnice ve Žďákově či v Obozu, a některé se dočkaly nového naplnění, např. objekt solnice v Českých Budějovicích, od roku 2019 restaurace, nebo budova čp. 57 na zámku v Českém Krumlově, původně gotický hospodářský objekt, přestavěný v 19. století na úřednické byty.

## Popis
Jednopatrová budova solnice, dlouhá téměř sto metrů, má obdélníkový půdorys. Vstup do solnice je uprostřed delší strany obdélníku směrem od Vltavy. Nad prostředním vstupem jsou patrné zbytky fresky s mořskou pannou a šífem (lodí), nad nímž byla ve 20. letech 20. století domalována československá vlajka. Po stranách jsou další dva zazděné vchody, nad nimiž jsou fresky zobrazující dvouocasého lva se zlatou korunou a korunovačním jablkem, opírajícího se o soudek se solí. Lev na pravé straně vchodu je otočený směrem k střednímu vchodu, v pravé ruce drží zlatě zdobené jablko a levou se opírá o soudek se solí. Obraz lva se soudkem nad levým zazděným vchodem je zrcadlově obrácený. Malby na fasádě byly v roce 1979 zrestaurovány akademickým malířem Karlem Mezerou.
V patře je sedmnáct zamřížovaných okenních otvorů. Boční stěny mají v patře po třech oknech, v jedné boční stěně jsou posuvné dveře. V zadním traktu situovaném do svahu je nájezdová rampa. Objekt je zakrytý valbovou střechou s pálenými taškami bobrovkami.
Stav této nemovité kulturní památky je značně zchátralý, nicméně za finančního příspěvku Jihočeského kraje bude v rámci programu Kulturního dědictví z roku 2020 provedena obnova.[zdroj?]

## Galerie

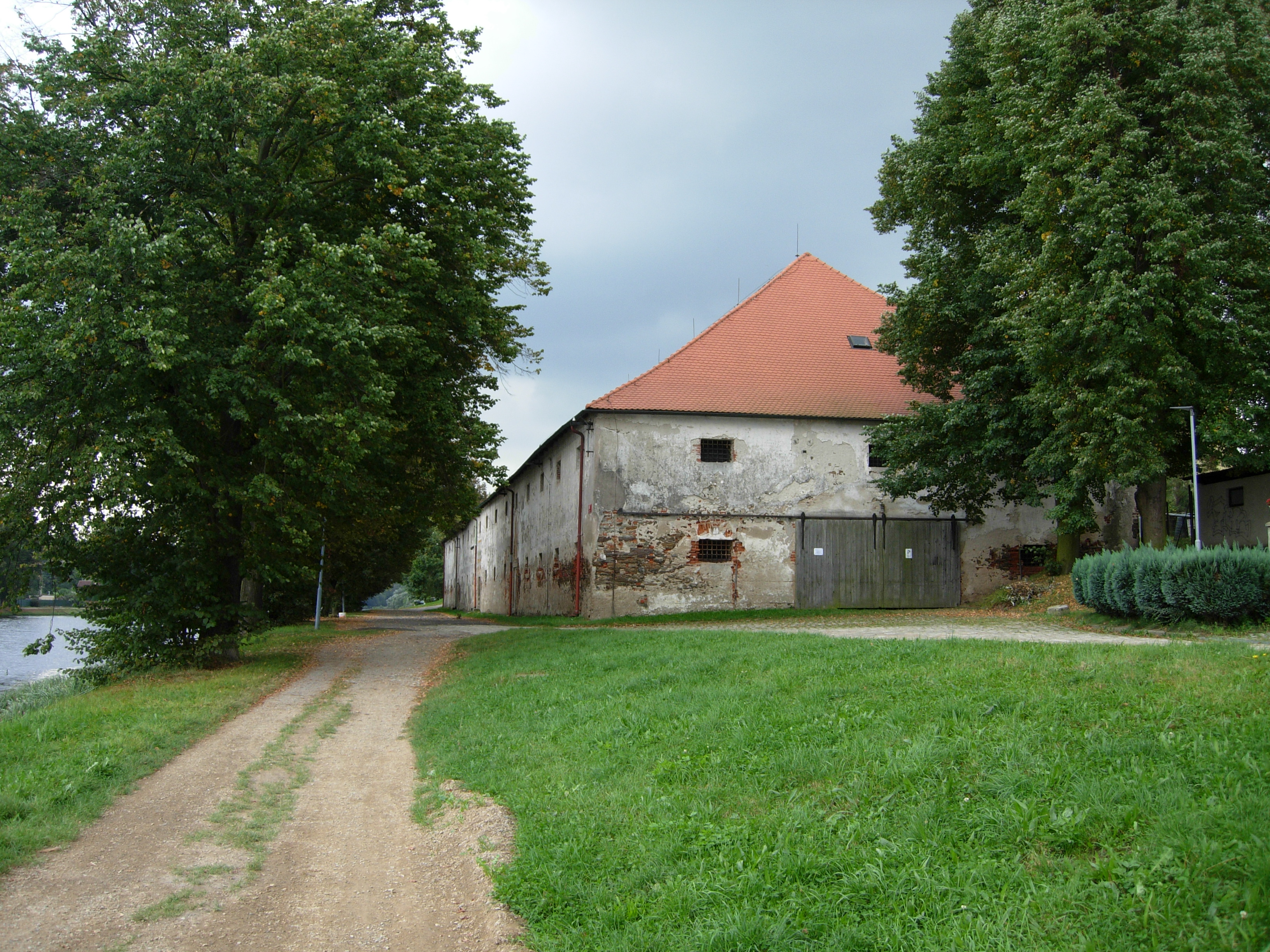
Solnice v Týně nad Vltavou, pohled od mostu
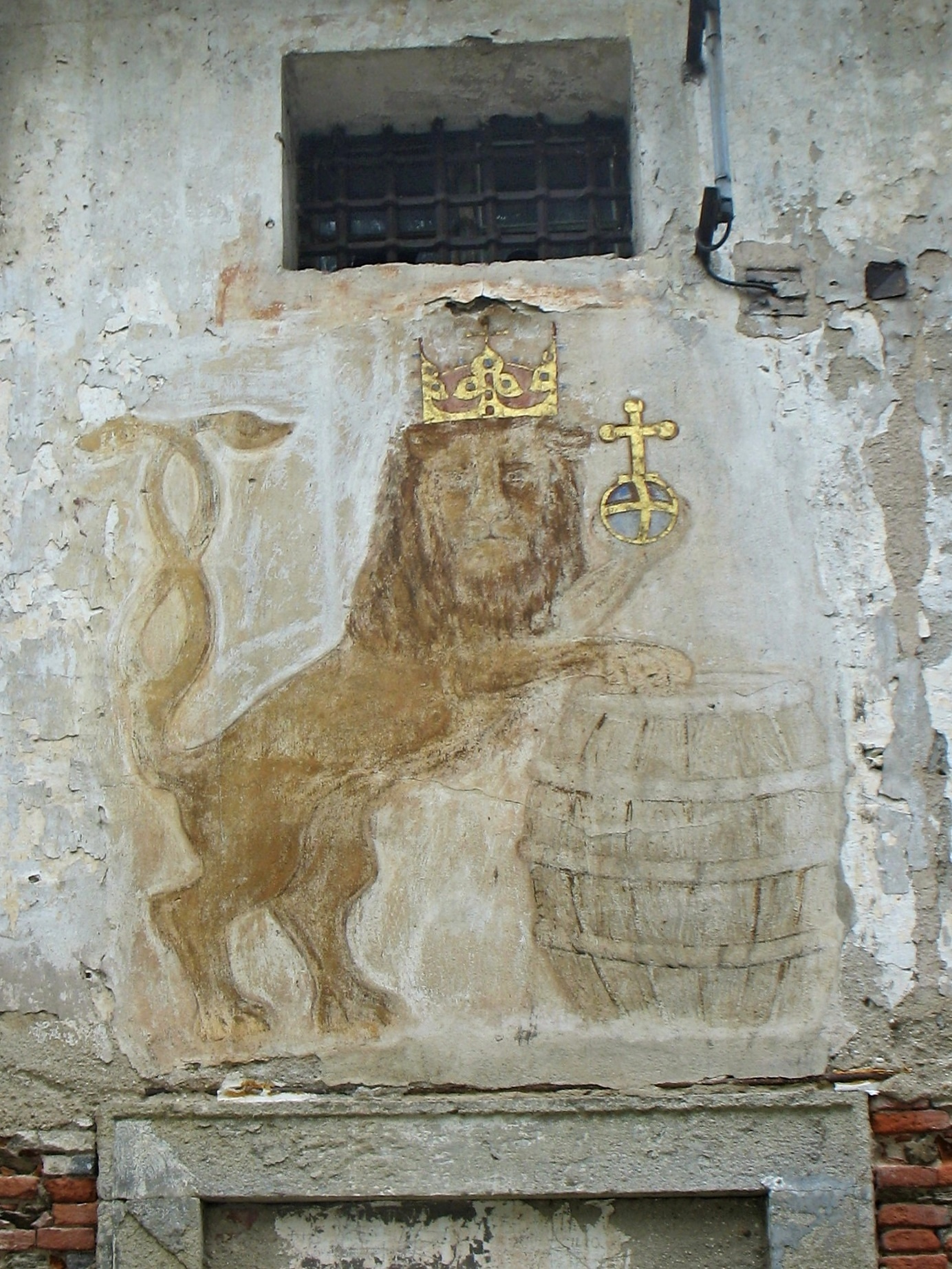
Freska se lvem nad levým zazděným vchodem
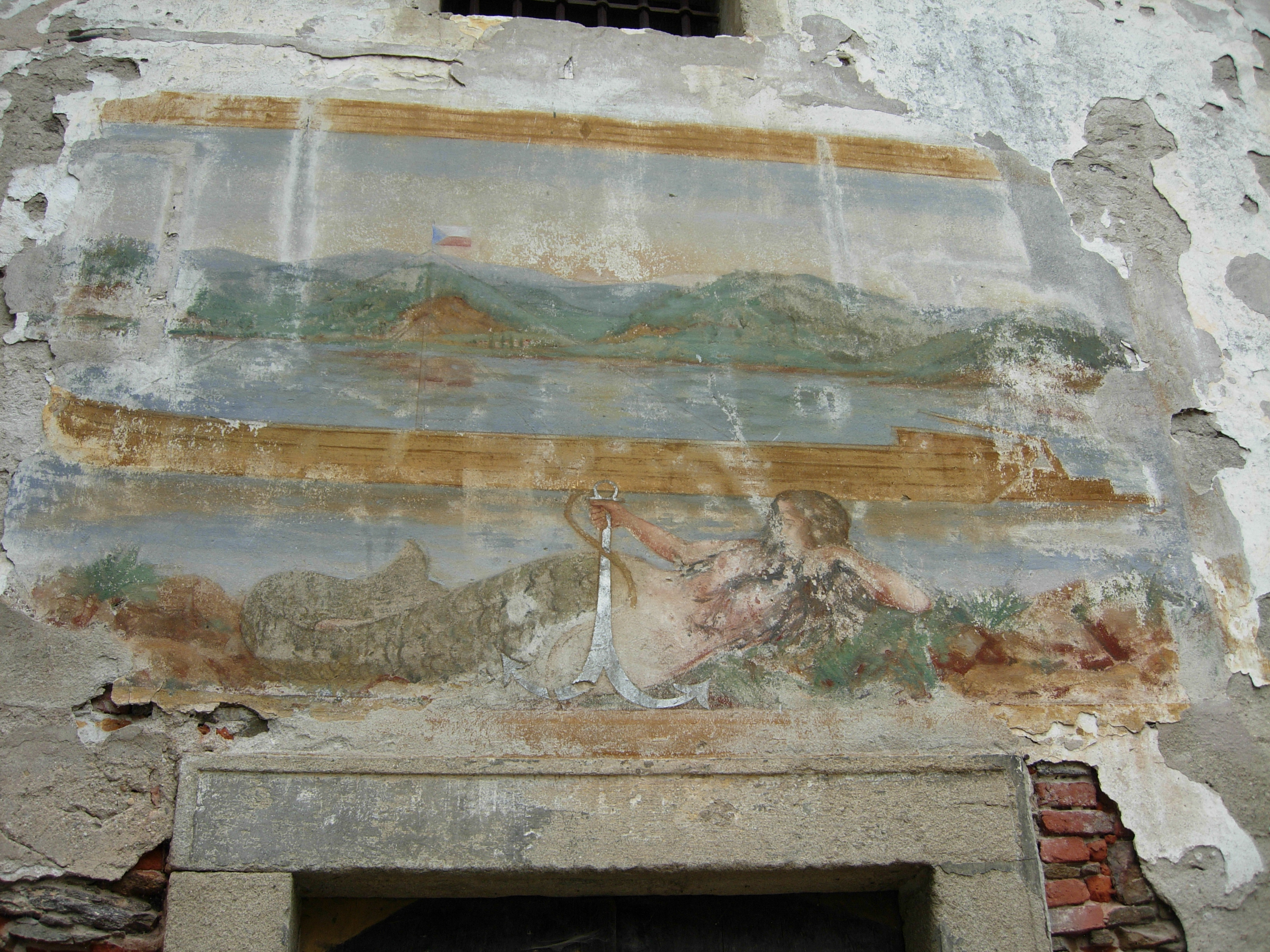
Freska s mořskou pannou a lodí nad středním vchodem
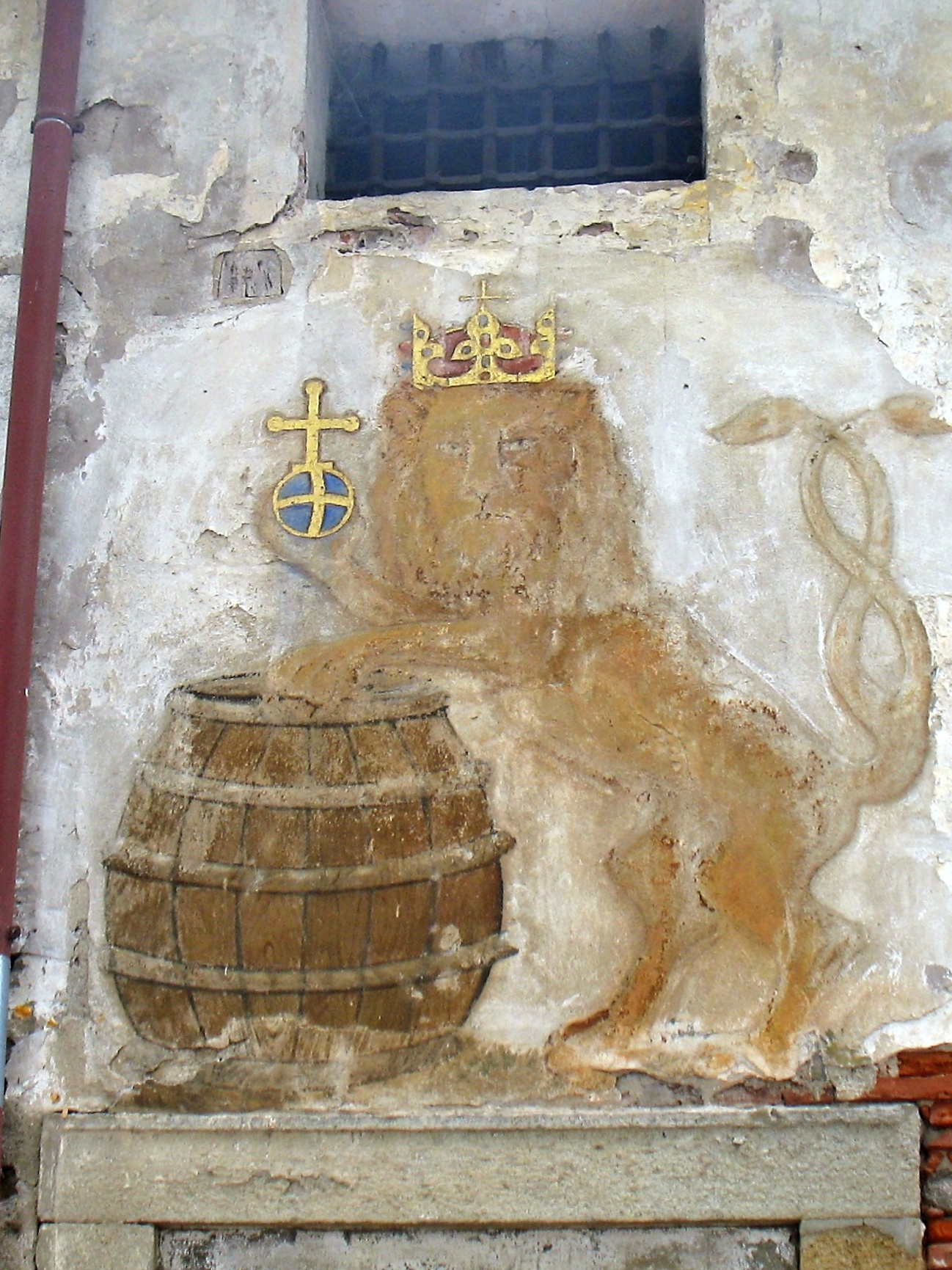
Freska se lvem nad pravým zazděným vchodem
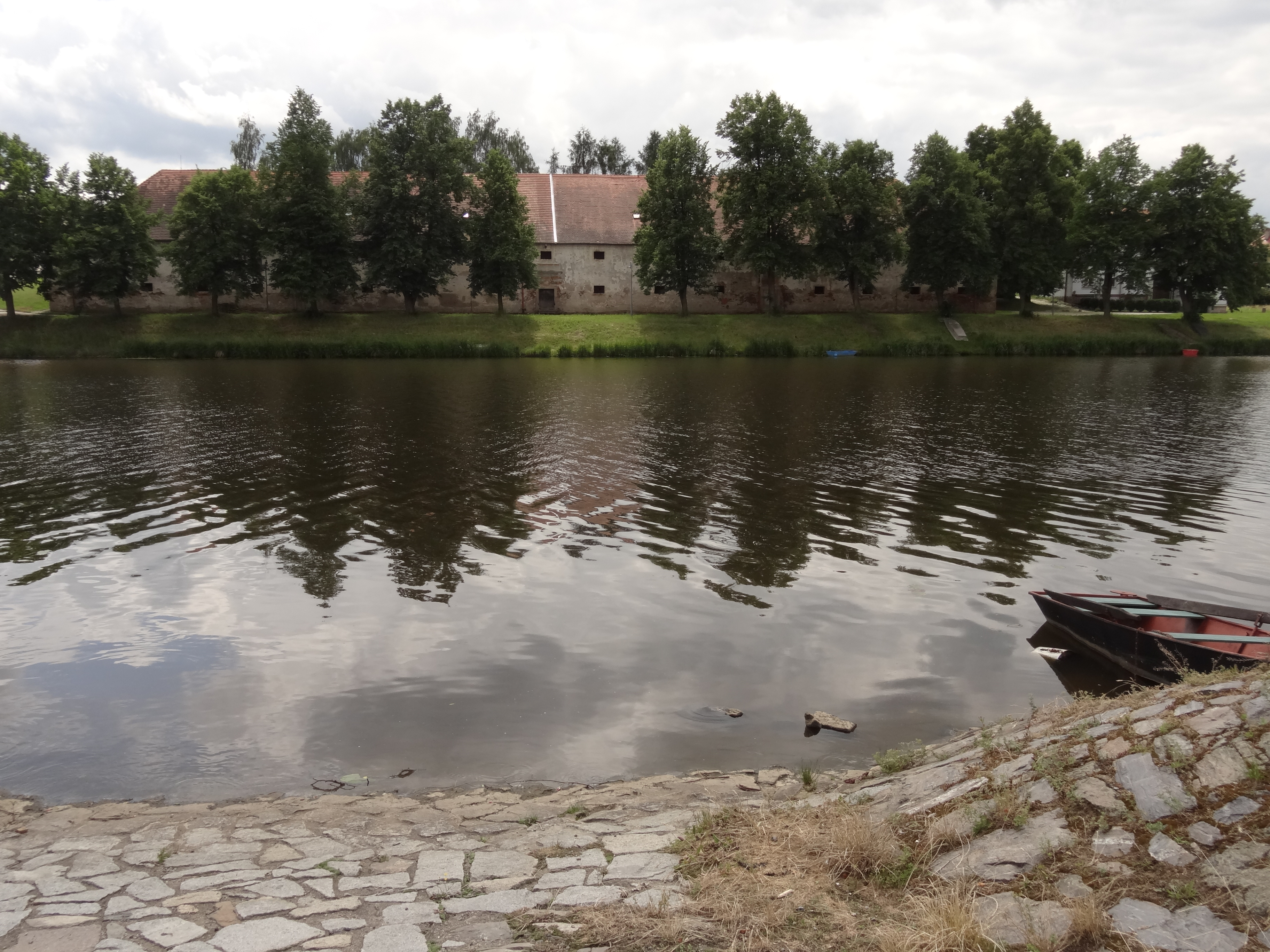
Pohled na solnici z pravého břehu Vltavy
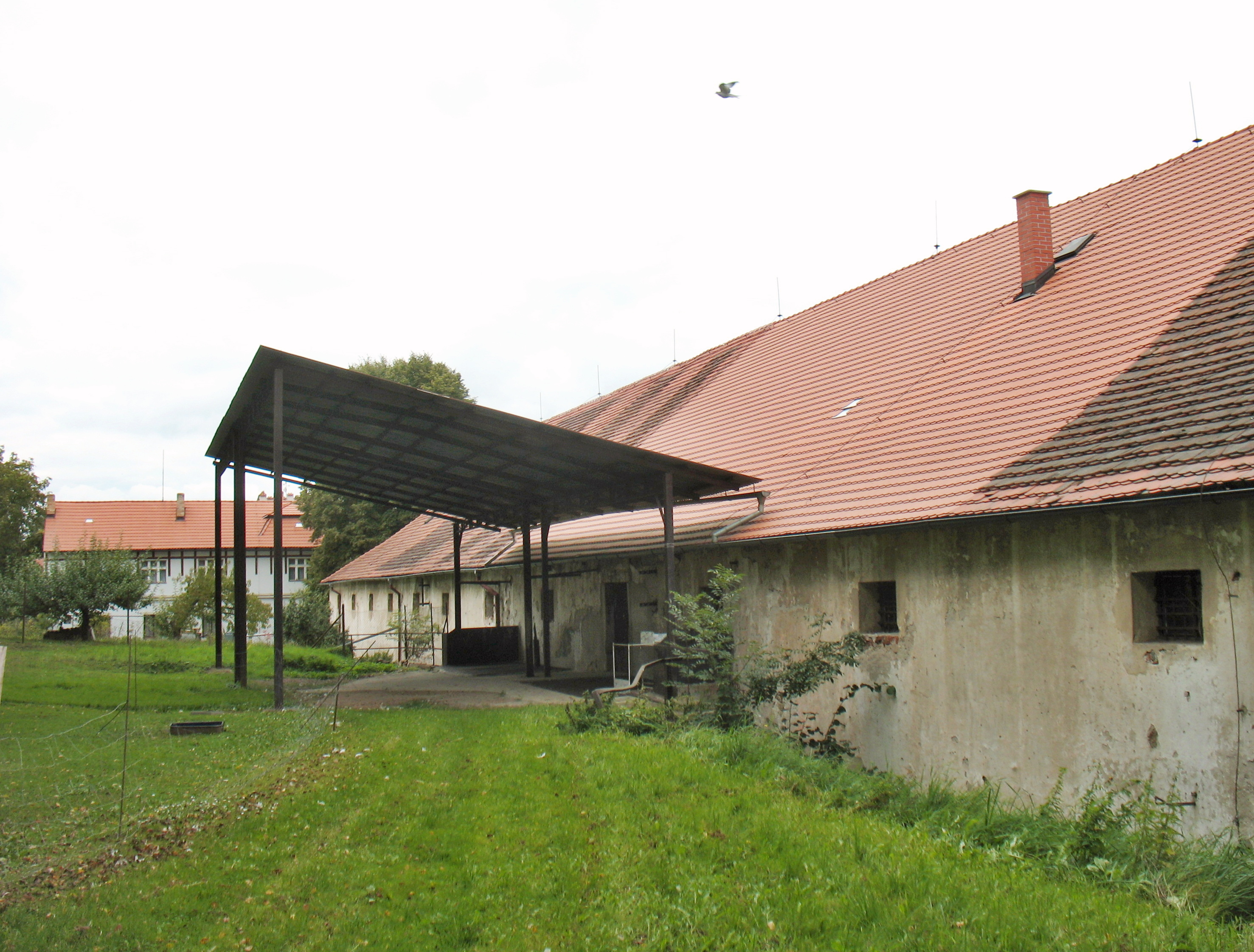
Jihozápadní strana solnice v ulici U Vodárny